# Moderato Wisintainer
Moderato Wisintainer, també escrit Visintainer, conegut com a Moderato, (14 de juliol de 1902 - 31 de gener de 1986) fou un futbolista brasiler dels anys 1920 i 1930.
El club on jugà més anys fou el Flamengo, on fou un dels primers ídols i guanyà dos campionats carioques. També jugà al Cruzeiro i al Guarani.
Amb la selecció brasilera disputà cinc partits i participà en la Copa del Món de 1930, on marcà dos gols davant Bolívia.